# Вальдемар Магунія
Вальдемар Магунія (нім. Waldemar Magunia; нар.8 грудня 1902, Кенігсберг, Пруссія — †16 лютого 1974, Ольденбург, Гольштейн) — високопосадовий діяч СА, перший керівник СА у Східній Пруссії (з 1921 р.), близький співробітник Еріха Коха.

## Біографія
У березні 1918 р. вступив добровольцем до німецької армії та воював в артилерії. Після Німецької революції 1918 р. був членом фрайкора — антикомуністичних збройних загонів. Після вступу до НСДАП у 1921 р. став першим головою СА у Східній Прусії, через що у 1922 р. мав залишити військову службу та отримав сертифікацію професійного пекаря, чим займався поряд з діяльністю в НСДАП. Депутат прусського парламенту у 1932—1933 р., депутат рейхстага з 1933 р., тоді ж очолив Палату ремісництва Східної Прусії та став радником гауляйтера Східної Прусії у справах ремісництва. У 1937—1941 р. також очолював управління Німецького трудового фронта у Східній Прусії.
Заступник шефа цивільної адміністрації округи Білосток (1 серпня 1941 — 14 лютого 1942), керівник (генеральний комісар) генеральної округи Київ райхскомісаріату Україна (14 лютого 1942 — 6 листопада 1943).
Автор письмової доповіді від 31 травня 1944 про дворічний досвід роботи на посаді керівника генерального округу «Київ». Перша копія цієї доповіді зберігається у Центральному державному архіві вищих органів влади та управління України, друга — у Бундесархіві (Кобленц, Німеччина) й опублікована у збірнику «Україна у Другій світовій війні у документах».
У повоєнні роки керував підприємством, без успіху балотувався у бундестаг від правоконсервативної Німецької імперської партії. За свою діяльність на окупованих теренах не переслідувався.